# Кокорев, Дмитрий Александрович (пловец)
Дмитрий Александрович Кокорев (род. 19 сентября 1989 года) — российский пловец в ластах, заслуженный мастер спорта России.

## Карьера
Начал заниматься плаванием в ластах в 2000 году у Александры Сильванович.
В сборной России с 2006 года. Четырёхкратный чемпион мира. Многократный чемпион и призёр чемпионатов мира, Европы, России.
Тренируется у Александра Шумкова.
Чемпион Всемирных игр по неолимпийским видам спорта 2013 года в Кали в эстафете 4×100 м, бронзовый призёр на дистанции 200 м.

## Вне спорта
Студент ТПИ.